# World Athlete Club Academy
特定非営利活動法人World Athlete Club Academy（ワールド アスリート クラブ アカデミー）は、特定非営利活動法人（NPO法人）の一つ。
通称W.A.C. Academy（ダブリュー エー シー アカデミー）。2009年8月20日に任意団体として設立。2009年12月16日に特定非営利活動法人となった。アスリートが一生をアスリートのまま生きていける仕組み作りを目指している。

## 所在地
東京都台東区柳橋1-8-5　ときわビル4F

## 主な活動
ペップトークを中心としたコミュニケーション能力講座の開設

## 主な受講アスリート
- ビーチバレー - 佐伯美香
- 車いすマラソン - 土田和歌子
- ビーチバレー - 浦田聖子
- セパタクロー - 山田昌寛
- テニス - 岡田上千晶

## 主な役員
- 理事長:金子理恵 - アナウンサー、コミュニケーションセミナー講師
- 理事:岩﨑由純 - アスレティックトレーナー
- 理事:佐伯美香 - ビーチバレーアスリート
- 理事:土田和歌子 - 車いすランナー